# Toamasina (provincie)
Toamasina is een voormalige provincie van Madagaskar met een oppervlakte van 71.911 km² en 2.593.063 inwoners (juli 2001). De hoofdstad was Toamasina, de belangrijkste havenstad van het land.
De provincie was onderverdeeld in 18 fivondronana:
- Ambatondrazaka
- Amparafaravola
- Andilamena
- Anosibean'ala
- Antanambao-Manampotsy
- Fenoarivo-Atsinanana
- Mahanoro
- Mananara Avaratra
- Maroantsetra
- Marolambo
- Moramanga
- Nosy-Boraha (Île Sainte-Marie)
- Soanierana-Ivongo
- Toamasina I
- Toamasina II
- Vatomandry
- Vavatenina
- Vohibinany

Antananarivo · Antsiranana · Fianarantsoa · Mahajanga · Toamasina · Toliara
- Gemeinsame Normdatei: 4744503-8
- Library of Congress Control Number: n90625343
- MusicBrainz: 584cb447-3843-4d98-b4e8-be26c09d03cf
- Nationale Bibliotheek van Israël: 987007567530905171
- Virtual International Authority File: 126796870